# 白井利明
白井 利明（しらい としあき、1956年 - ）は日本の発達心理学者。大阪教育大学名誉教授。専門は発達心理学（青年心理学）。

## 来歴
愛知県出身。1979年、愛知教育大学教育学部心理学科卒業。1984年、東北大学大学院教育学研究科博士課程後期中退。教育学博士、学校心理士。1984年から大阪教育大学、同大助教授を経て、2001年から同大教授。2021年3月に退職、現在は同大名誉教授。

## 著書
- 『時間的展望の生涯発達心理学』（1997年、勁草書房）
- 『生活指導の心理学』（1999年、勁草書房）
- 『“希望”の心理学―時間的展望をどうもつか』（2001年、講談社現代新書）
- 『図解 よくわかる学級づくりの心理学 (ネットワーク双書)』（2001年、学事出版）
- 『大人へのなりかた―青年心理学の視点から』（2003年、新日本出版）
- 『よくわかる青年心理学 (やわらかアカデミズム・わかるシリーズ) 』（2006年、ミネルヴァ書房）
- 『社会への出かた』（2014年、新日本出版）

### 共著
- 『心理学からのメッセージ』（1994年、勁草書房）
- 『青年心理学事典』（2000年、福村出版）
- 『やさしい青年心理学』（2002年、有斐閣アルマ）
- 『迷走する若者のアイデンティティ―フリーター、パラサイト・シングル、ニート、ひきこもり (シリーズこころとからだの処方箋)』（2005年、ゆまに書房）
- 『時間的展望研究ガイドブック』（2007年、ナカニシヤ出版）
- 『よくわかる卒論の書き方(やわらかアカデミズム・わかるシリーズ)』（2008年、ミネルヴァ書房）